# Angelus Exuro pro Eternus
Angelus Exuro pro Eternus es el quinto álbum de estudio de la banda sueca de black metal, Dark Funeral. Fue publicado oficialmente el 18 de noviembre de 2009 por Regain Records. Fue grabado en los estudio Abyss en Grangärde (Suecia) con el famoso productor e ingeniero Peter Tägtgren - líder de Hypocrisy que había producido los álbumes anteriores con la excepción de Attera Totus Sanctus (2005).
El álbum fue publicado en dos formatos diferentes. La primera edición contiene un DVD en vivo, con 55 minutos de material inédito. Fue grabado con 6 cámaras durante el concierto del 15º aniversario de la banda durante el P&L Festival en Suecia en 2008. El álbum también contiene dos versiones (censurada y sin censurar) de su nuevo videoclip «My Funeral» que fue grabado en el fin de semana del 21-23 de agosto. El guitarrista Lord Ahriman comentó sobre el vídeo: 
"El video fue filmado en el interior y en el exterior de un manicomio abandonado. El ambiente era de lo más macabro. Y además es adecuado para la temática de la canción!"
 El vídeo fue publicado el domingo 4 de octubre.

## Lista de canciones
| N.º | Nombre                                                                                     | Duración |
| --- | ------------------------------------------------------------------------------------------ | -------- |
| 1.  | "The End Of Human Race" Escritor: Emperor Magus Caligula Música: Lord Ahriman              | 04:43    |
| 2.  | "The Birth Of The Vampiir" Escritor:Emperor Magus Caligula Música: Lord Ahriman y Chaq Mol | 04:50    |
| 3.  | "Stigmata" Escritor: Emperor Magus Caligula Música: Lord Ahriman                           | 05:06    |
| 4.  | "My Funeral" Escritor: Emperor Magus Caligula Música: Lord Ahriman, Chaq Mol               | 05:30    |
| 5.  | "Angelus Exuro pro Eternus" Escritor: Emperor Magus Caligula Música:Lord Ahriman           | 05:04    |
| 6.  | "Demons of Five" Escritor: Emperor Magus Caligula Música: Lord Ahriman                     | 04:48    |
| 7.  | "Declaration of Hate" Escritor: Emperor Magus Caligula Música: Lord Ahriman, Chaq Mol      | 05:24    |
| 8.  | "In My Dreams" Escritor: Emperor Magus Caligula Música: Lord Ahriman                       | 06:30    |
| 9.  | "My Latex Queen" Escritor: Emperor Magus Caligula Música: Lord Ahriman                     | 05:21    |

## DVD
En vivo en el P&L Festival (Borlänge, Suecia, 28 de junio de 2008)
1. Intro
2. King Antichrist
3. Diabolis Interium
4. The Secrets of The Black Arts
5. The Arrival of Satan's Empire
6. Goddess of Sodomy
7. 666 Voices Inside
8. Vobiscum Satanas
9. Hail Murder
10. Atrum Regina
11. An Apprentice of Satan

## Créditos
- Lord Ahriman - Guitarra
- Emperor Magus Caligula - Voz
- Chaq Mol - Guitarra
- Dominator - Batería